# Stipa occidentalis
Stipa occidentalis är en gräsart som beskrevs av George Thurber och Sereno Watson. Stipa occidentalis ingår i släktet fjädergrässläktet, och familjen gräs. Inga underarter finns listade i Catalogue of Life.